# Effet Balassa-Samuelson
L'effet Balassa-Samuelson est une théorie économique selon laquelle le taux de change réel d'équilibre est déterminé par la productivité relative du secteur national exposé à la concurrence internationale. Cet effet est tiré d'un modèle établi par Béla Balassa et Paul Samuelson en 1964.

## Concept
L'effet Balassa-Samuelson est mis en évidence par Béla Balassa et Paul Samuelson. Ils observent tous deux que chaque économie est divisible en deux secteurs, l'un exposé à la concurrence internationale, l'autre qui ne l'est pas. Typiquement, le secteur des services à la personne ne fait pas l'objet de concurrence internationale, tandis que c'est le cas pour les biens de production industriels. Or, il existe un différentiel de productivité entre ces deux secteurs. La productivité plus élevée dans le secteur exposé permet une augmentation des salaires dans ce secteur, qui se traduit par une hausse du pouvoir d'achat et de la consommation, et donc des prix. 
L'effet permet d'expliquer les différentiels d'inflation entre les pays. La hausse des salaires due à la hausse de la productivité dans le secteur exposé se propage dans tous les secteurs de l'économie, dont les secteurs archaïques. Ceux-là ne peuvent toutefois fournir de contrepartie à de telles hausses salariales, ce qui implique un écart inflationniste en même temps qu'un rattrapage économique du pays vis-à-vis des pays développés. 
On observe empiriquement une relation croissante entre taux de productivité d'un pays relatif aux États-Unis et taux de change réel. 

## Hypothèses
Les biens du « secteur E » peuvent s’échanger librement sur la scène mondiale. Leurs prix ont tendance à s’uniformiser.
Les pays à faible productivité (pays pauvres) doivent consacrer plus de main d’œuvre pour produire le même bien que les pays à forte productivité. Pour que les prix de vente soient identiques, les pays pauvres doivent rémunérer plus faiblement les travailleurs du « secteur E » que les pays riches.
Les travailleurs peuvent choisir de travailler dans le « secteur E » ou bien dans le « secteur N ».
Par le jeu de l’offre et de la demande, les salaires s’uniformisent entre les secteurs E et N de chaque pays.
De par la structure du « secteur N », les écarts de productivité y sont moins importants que dans le « secteur E ».
Les coûts de production (et donc de vente) des biens du « secteur N » sont moins élevés dans le pays pauvre que dans le pays riche.
Le coût de la vie dans un pays est composé d’un panier de produits N et de produits E. Les produits N étant moins chers dans un pays pauvre, le coût de la vie y est moins élevé.
Cette étude prend place dans le cadre d'économies disposant de deux secteurs de biens et de services (B&S) : un secteur des B&S échangeables (E), ouvert à la concurrence internationale et un secteur des B&S non échangeables (N). Cette distinction renvoie à la distinction secteur exposé / secteur abrité, parfois utilisée.
Le secteur E contiendra essentiellement des biens manufacturés, des matières premières.

Le secteur N est composé principalement des services (coiffeurs, avocats, médecins...).
De par la composition de ces deux secteurs, les écarts de productivité sont plus importants dans le secteur E que dans le secteur N (une coupe chez un coiffeur prend à peu près le même temps où que ce soit dans le monde).

## Exemple numérique
Considérons deux pays et deux biens E et N appartenant l’un au secteur des biens échangeables, l'autre au secteur des biens non échangeables.
Le premier pays a une productivité de 100 pour la production des biens des secteurs E et N. Le deuxième a une productivité de 10 dans le secteur E et de 50 dans le secteur N. On considère que le coût de la vie dans les deux pays correspond à l’achat d’un bien E et d’un bien N.
On a le tableau suivant :
|                                          | Pays riche | Pays pauvre |
| ---------------------------------------- | ---------- | ----------- |
| Productivité dans le « secteur E »       | 100        | 10          |
| Revenu des travailleurs du « secteur E » | 100        | 10          |
| Prix d’un bien du « secteur E »          | 1          | 1           |
| Productivité dans le « secteur N »       | 100        | 50          |
| Revenu des travailleurs du « secteur N » | 100        | 10          |
| Prix d’un bien du « secteur N »          | 1          | 0,20        |
| Coût de la vie                           | 2          | 1,20        |

Le coût de la vie dans le pays riche est donc plus élevé que dans le pays pauvre.
Remarque sur le modèle :
On a considéré pour l’établissement de ce modèle que, mis à part les écarts de productivités, toutes choses sont égales par ailleurs dans les deux pays.
Le panier utilisé pour le coût de la vie est le même. Cela entraîne un biais en faveur des pays riches. Dans les pays pauvres, le coût des biens du secteur N étant plus faible que ceux du secteur E, les consommateurs arbitrent souvent en sa faveur (embauche d’un employé de maison plutôt qu’achat d’une machine à laver).
On considère également que l’intégralité de la valeur ajoutée est redistribuée aux travailleurs, mais cela n’a pas d’impact dans l’établissement du différentiel des coûts de la vie.
Le facteur clé dans ce modèle est l’écart différent de productivité entre les secteurs E et N à l’intérieur d’un même pays. Si la productivité du « secteur N » était la même que celle du « secteur E » dans le pays pauvre (ici 10 au lieu de 50), le coût de la vie serait identique entre les deux pays.
Le coût de la vie est plus important dans le pays riche, cependant le pouvoir d’achat (nombre de bien achetable par un travailleur) reste supérieur dans le pays riche par rapport au pays pauvre. Dans l’exemple, le pouvoir d’achat dans le pays riche est de 50 (salaire divisé par le coût de la vie) contre 8,33 dans le pays pauvre.
L'effet Balassa-Samuelson a pour effet d’atténuer l’impact des différences de productivité entre pays sur le pouvoir d’achat pour les travailleurs du « secteur E ». Dans notre exemple le ratio des différences de pouvoir d’achat est de 1 à 6 contre 1 à 10 pour les écarts de productivités.

## Débats et critiques
Sa vérification économétrique est fortement contestée par 3 faits stylisés remarqués sur la période de 1970 à 1996 : Il n'existe pas de lien entre le taux de change réel et la double productivité relative du secteur exposé, la parité de pouvoir d'achat sur le secteur exposé à la concurrence est mal vérifiée sur le long terme, et il y a une forte corrélation entre le taux de change réel du secteur exposé et non exposé là où la théorie prédisait une corrélation nulle.
Si ces résultats ne remettent pas fondamentalement en cause la pertinence de l'effet Balassa-Samuelson, ils permettent de s'interroger sur ses postulats. La relation entre les gains de productivité et l'augmentation des salaires n'est pas évidente. L'effet de spillover entre les gains salariaux dans le secteur exposé jusqu'au secteur non-exposé n'est pas évident.